# Elmar Gehlen
Elmar Gehlen (* 14. August 1943 in Hornberg) ist ein deutscher Schauspieler, Regisseur und Bühnenbildner.

## Leben
Elmar Gehlen wuchs in Bad Münstereifel und Kleve auf. Er machte eine Ausbildung als Grafiker und Dekorateur, bevor eine Schauspielausbildung an der Sprach- und Schauspielschule Schneider in Stuttgart absolvierte. Zudem erhielt Gehlen privaten Schauspielunterricht bei Hans Dieter Zeidler. 1969 folgte er einem Ruf Rolf Liebermanns als Choreograf und Pantomime an die Hamburgische Staatsoper, wo er mit Krzysztof Penderecki, Marcel Marceau und Mauricio Kagel zusammenarbeitete. Mit dem Kölner Ensemble für Neue Musik nahm Gehlen an zwei großen Welttourneen und zahlreichen Festivals teil. Es folgten Engagements als Schauspieler unter anderem am Stadttheater Baden-Baden, am Düsseldorfer Schauspielhaus, am Schillertheater Berlin und am Deutschen Schauspielhaus in Hamburg.
Von 1973 an arbeitete Elmar Gehlen insbesondere als Regisseur und Bühnenbildner für Schauspiel und Oper. 1991 folgte ein Engagement am Staatstheater Kassel, wo er als Leiter des experimentellen Theaters Die Vierte Sparte fungierte. Aus seiner Dramatisierung der Schneekönigin entstand 2006 in Zusammenarbeit mit dem Komponisten Theodor Ross für das Deutsche Nationaltheater Weimar die gleichnamige Oper. Gehlen betätigte sich zudem als Regisseur zahlreicher RTL- und ZDF-Produktionen. Einem breiten Fernsehpublikum wurde er durch die Rolle des Maschinisten Wolfgang Unterbaur in der ZDF-Serie Küstenwache bekannt, den er in den ersten 14 TV-Staffeln verkörperte. In einigen Serienfolgen führte Gehlen auch Regie.
Elmar Gehlen ist verheiratet und der Vater der Schauspielerin Johanna Christine Gehlen. Er lebt im Ortsteil Pelzerhaken der Stadt Neustadt (Holstein), in der auch die Fernsehserie Küstenwache aufgenommen wurde. Der passionierte Segler widmet sich darüber hinaus auch der Malerei und der Bildhauerei.

## Filmografie (Auswahl)

### Fernsehen
- 1970: Keiner erbt für sich allein (Fernsehfilm)
- 1971: Der Richter in Weiss (Fernsehfilmreihe)
- 1976: Ein herrlicher Tag (Fernsehfilm)
- 1976: Freiwillige Feuerwehr (Fernsehserie, 1 Folge)
- 1992: Die Männer vom K3 (Fernsehserie, 1 Folge)
- 1996–1998: Im Namen des Gesetzes (Fernsehserie, 2 Folgen)
- 1996: Tatort: Tod auf Neuwerk (Fernsehfilmreihe)
- 1997: Küstenwache (Pilotfilm)
- 1997–2014: Küstenwache (Fernsehserie, 215 Folgen)
- 1998: Großstadtrevier (Fernsehserie, 1 Folge)
- 2001: Tatort: Tod vor Scharhörn (Fernsehfilmreihe)
- 2003: Die Sitte (Fernsehserie, 1 Folge)
- 2004: SOKO Wismar (Fernsehserie, 1 Folge)
- 2013: Heldt (Fernsehserie, 1 Folge)
- 2020: Da is’ ja nix (Fernsehserie, 6 Folgen)

### Filme
- 1978: Der Schimmelreiter